# Whip Wilson
Whip Wilson (16 de junio de 1911- 22 de octubre de 1964) fue un actor cinematográfico estadounidense, estrella de los westerns de serie B de las décadas de 1940 y 1950. 

## Inicios
Su verdadero nombre era Roland Charles Meyers, y nació en Granite City, Illinois, en el seno de una familia de ocho hijos.
Wilson había sido un cantante de moderado éxito antes de su llegada a Hollywood. Tras fallecer Buck Jones en el famoso incendio del local Cocoanut Grove en 1942, siniestro que costó la vida a 492 personas, Monogram Pictures buscaba alguien para reemplazarle. El productor Scott R. Dunlap vio a Meyers, y pensó que guardaba parecido con Jones. Esto, aparentemente, fue suficiente para convertirle en una estrella cowboy. Debido a la fama conseguida por Lash La Rue, que utilizaba un látigo en sus películas, Monogram decidió que Meyers representara a un personaje similar, cambiando su nombre por el de "Whip Wilson."

## Carrera cinematográfica
Los productores hicieron una gran campaña publicitaria para apoyar su carrera cinematográfica, pero no consiguieron que llegara al gran estrellato. Aun así, hizo westerns de serie B, más que Lash LaRue, Sunset Carson, Monte Hale, Rex Allen, o Eddie Dean. Monogram Pictures afirmaba que Wilson había nacido en un rancho de Pecos, Texas, que era campeón de rodeo y licenciado en ingeniería, que era descendiente directo del General Custer y héroe del Cuerpo de Marines de los Estados Unidos en la Segunda Guerra Mundial, además de hacer sus propias escenas peligrosas. Sin embargo, ninguna de las afirmaciones era cierta. 
Su primer film, Silver Trails, llegó en 1948, y lo rodó junto al cowboy cantante de Monogram Jimmy Wakely. Al año siguiente Wilson protagonizó cuatro películas, Crashin Thru, Haunted Trails, Range Land y Riders of the Dusk. Montaba un caballo llamado "Silver Bullet", nombre posteriormente acortado a "Bullet", y más tarde cambiado por "Rocket", ya que Roy Rogers tenía en sus producciones un perro con ese nombre.
Wilson probablemente llegó tarde al mundo del espectáculo como para llegar a ser una gran estrella, pues los estudios ya empezaban a prescindir de los westerns de bajo presupuesto. En un principio contó con el veterano comediante Andy Clyde como apoyo en sus producciones pero, tras 12 filmes, Clyde dejó el reparto, siendo reemplazado por Fuzzy Knight y, más adelante, por Jim Bannon. En 1950 Wilson protagonizó Gunslingers, Arizona Territory, Cherokee Uprising, Fence Riders y Outlaws of Texas. En 1951 continuó su personaje en Lawless Cowboys, Stage to Blue River, Canyon Raiders y Abilene Trail.    
La carrera de Wilson no llegó nunca a despegar totalmente, y en 1952 estaba casi acabada, aunque todavía rodaría Night Raiders y el que sería su último título, Wyoming Roundup. Además fue contratado para llevar a cabo las escenas con látigo del film de Burt Lancaster The Kentuckian. Finalmente tuvo una intervención como artista invitado en el programa televisivo You Asked for It, en el cual hizo una demostración con el látigo. Wilson tuvo poco impacto en la industria del western cinematográfico, aunque se publicó un cómic sobre su personaje. 
Se casó en tres ocasiones, y vivió sus últimos años con su tercera esposa dirigiendo un complejo de apartamentos en Hollywood. Whip Wilson falleció en 1964 en Los Ángeles, California, a causa de un infarto agudo de miocardio. Tenía 53 años de edad. Fue enterrado en el Cementerio Sunset Hill de Glen Carbon, Illinois.